# Chłopięca przyjaźń

Chłopięca przyjaźń (ang. Buffalo Dreams) – amerykański film, należący do kategorii Disney Channel Original Movies. Film w Polsce miał swoją premierę 13 czerwca 2010 na kanale Disney XD.

## Opis fabuły
Josh Reiley McClendon, typowy chłopak z Chicago, przeprowadza się wraz z rodzicami w pobliże rezerwatu dla Indian Navajo. Tam spotyka Toma Somon Baker, chłopca wychowanego w tradycyjnej indiańskiej rodzinie. Początkowo patrzą na siebie nieufnie, lecz z czasem pokonują wzajemne uprzedzenia i uczą się szanować swoją odmienność. W rezultacie nie tylko się zaprzyjaźniają, ale i jednoczą siły, by ratować zagrożoną tradycję i obyczaje pierwotnych mieszkańców Ameryki.